# American Water Works Company
American Water Works Company, Inc., (NYSE: AWK), är ett amerikanskt bolag som verkar inom infrastruktursektorn och där man sköter bland annat vatten– och reningsverk åt fler än 30 amerikanska delstater och den kanadensiska delstaten Ontario. De förfogar över 72 420 km (45 000 miles) långt nätverk av pipelines och andra röranordningar via sina dotterbolag.